# Samsung Galaxy S7
Il Samsung Galaxy S7 è uno smartphone prodotto da Samsung. È stato presentato ufficialmente il 21 febbraio 2016 come parte della serie galaxy S durante una conferenza stampa Samsung al Mobile World Congress 2016 ed è stato messo in commercio l'11 marzo in Europa e Nord America. Come il suo predecessore, S7 viene prodotto anche in variante Edge.
Il Galaxy S7 è una grande evoluzione del modello dell'anno precedente, presentando nuovamente due di peculiarità del Galaxy S5: la resistenza ad acqua e polvere e lo slot per le schede microSD.
Samsung ha venduto più di 10 milioni di Galaxy S7 in 20 giorni, superando le cifre fatte registrare negli anni precedenti da Galaxy S5 e Galaxy S6 nello stesso periodo di tempo.

## Specifiche tecniche

### Design
Il design della serie Galaxy S7 riprende le linee dei Galaxy S6, mantenendo le cornici in metallo ed il vetro Corning Gorilla Glass 4 per la protezione dello schermo.
Rispetto alla serie S6, il pulsante fisico frontale e la fotocamera hanno una sporgenza minore.
Galaxy S7 ed S7 Edge sono disponibili nelle colorazioni Black Onyx, White Pearl, Platinum Gold, Silver Titanium, Pink Gold eBlue Coral.

### Hardware
I Galaxy S7 sono dotati del SoC Samsung Exynos 8890 e 4 GB di RAM. Le versioni americane utilizzano il processore quad-core Qualcomm Snapdragon 820 affiancato alla GPU Adreno 530, che a differenza della configurazione Exynos supporta le vecchie reti CDMA ancora ampiamente utilizzate da alcuni operatori statunitensi. È stato introdotto un sistema di raffreddamento a liquido che, a detta dell'azienda coreana, consente di diminuire il surriscaldamento del dispositivo in situazioni di utilizzo prolungato.
I due smartphone sono disponibili nelle versioni da 32, 64 o 128 GB di memoria interna (nel mercato italiano solo le versioni da 32 GB e da 64 GB). Lo slot per schede microSD è nuovamente presente, consentendo l'espansione della memoria fino ad un massimo di 200 GB aggiuntivi. La memoria RAM è da 4 GB (LPDDR4).
Entrambi gli smartphone sono dotati di certificazione IP68 che garantisce la resistenza ad infiltrazioni di polvere e/o acqua (in determinate condizioni).
Rispetto alla serie Galaxy S6, è stata rimossa la porta infrarossi.
I dispositivi sono caratterizzati da uno schermo di tipo Super AMOLED a risoluzione QHD (1440p). Le diagonali sono da 5,1" per Galaxy S7 e da 5,5" per Galaxy S7 Edge; quest'ultimo presenta le tipiche curvature ai lati del display che caratterizzano molti altri dispositivi Samsung della serie Galaxy S.
Le batteria ha una capacità di 3000 mAh per S7 e 3600 mAh per S7 Edge, entrambi supportano la ricarica rapida e la ricarica wireless.
Gli smartphone sono dotati di una fotocamera posteriore f/1.7 da 12 megapixel con tecnologia Dual-Pixel, che promette una messa a fuoco del 95% più veloce rispetto ai modelli passati. I filmati possono essere registrati in risoluzione 4K a 30 fps, oppure in Full HD a 60 fps.
Il software fotografico presenta la funzionalità "Foto in movimento", che acquisisce automaticamente delle immagini negli attimi appena precedenti e appena successivi rispetto al momento in cui l’utente preme il pulsante di scatto.

### Software
Galaxy S7 ed S7 Edge sono equipaggiati originariamente col sistema operativo Android 6.0.1 Marshmallow, accompagnato dalla personalizzazione proprietaria TouchWiz 6.0.
I dispositivi supportano il set di funzionalità per la privacy e la sicurezza Samsung Knox e il gestore dei pagamenti Samsung Pay.
Fra le novità introdotte, una delle più rilevanti è la funzione "Always On Display", che sullo schermo mostra data, ora, notifiche o altre informazioni a discrezione dell'utente quando il dispositivo è in standby.
I terminali sono stati aggiornati fino ad Android 8.0 con interfaccia Samsung Experience 9.0 ed il supporto software da parte di Samsung è durato più di 4 anni, terminando definitivamente con il rilascio delle ultime patch di sicurezza risalenti a gennaio 2021, che tuttavia non sono disponibili in tutti i mercati.
Le ultime patch di sicurezza disponibili per i modelli destinati al mercato italiano (ovvero i modelli con codice CSC ITV abilitato) risalgono a marzo 2021.